# Ананьев, Иван Васильевич
Иван Васильевич Ананьев (19 января 1901 — 31 августа 1975) — советский инженер-механик, учёный в области аэроупругости и усталостной прочности летательных аппаратов, лауреат Ленинской премии (1958).

## Биография
С 1928 года работал в ЦАГИ. В 1929 году окончил МВТУ. 
В 1933—1937 прошёл обучение в аспирантуре ЦАГИ, которую окончил в составе первого выпуска и защитил в МАИ кандидатскую диссертацию.
С 1951 по 1963 годы возглавлял в ЦАГИ лабораторию прочности и вибраций. Внёс вклад в развитие экспериментальной базы прочностных испытаний. Руководил и лично участвовал в обеспечении прочности и ресурса большинства самолётов и вертолётов отечественной разработки периода до середины 1970-х годов, а также спускаемых космических аппаратов серии «Венера».
Доктор технических наук (1957), профессор (1962). По совместительству преподавал в МФТИ. В период 1965—1975 годов был заместителем заведующего кафедрой «Прочность летательных аппаратов».

## Награды и звания
- Ленинская премия (1958)[3] в составе коллектива: М. Л. Миль (главный конструктор ОКБ), М. П. Андрияшев (посмертно), И. С. Дмитриев, Г. В. Козельков, А. К. Котиков, В. А. Кузнецов, А. Э. Малаховский,  Н. Г. Русанович — за создание вертолётов Ми-1 и Ми-4
- Орден Трудового Красного Знамени[3]
- Орден «Знак Почёта»[3]